# Acanthocope eleganta
Acanthocope eleganta is een pissebed uit de familie Munnopsidae. De wetenschappelijke naam van de soort is voor het eerst geldig gepubliceerd in 2004 door Malyutina & Brandt.